# راجرز درامز
راجرز درامز (به انگلیسی: Rogers Drums) یک تولیدکننده چندملیتی درام آمریکایی است. این شرکت در سال ۱۸۴۹ تأسیس شد و در ابتدا در کاوینگتون، اوهایو مستقر شد. در طول قرن بیستم، درام‌های راجرز نزد نوازندگانی از دوران جاز دیکسی‌لند در دهه ۱۹۲۰ تا راک کلاسیک در دهه‌های ۱۹۶۰ و ۱۹۷۰ محبوبیت داشت، اما به‌طور ویژه با درامرهای بیگ بند و سوینگ دهه‌های ۱۹۴۰ و ۱۹۵۰ مرتبط بود.

## تاریخچه
شرکت راجرز در سال 1849 توسط جیمز راجرز، یک مهاجر ایرلندی از دوبلین به ایالات متحده راه اندازی شد. راجرز ساخت سر درام را در ایستگاه بروستر، نیویورک آغاز کرد. دباغ دوم بعداً در فارمینگدیل نیوجرسی تأسیس شد که توسط پسرش جوزف اچ راجرز جونیور اداره می شد. نوه جیمز راجرز، کلیولند اس. راجرز در دهه 1930 شروع به ساخت اولین درام های "راجرز" در کارخانه چرم سازی Farmingdale کرد. اولین درام‌های راجرز از پوسته‌ها و سخت‌افزار سایر سازندگان مونتاژ شدند اما با سرهای راجرز نصب شدند.
در سال 1955، کلیولند راجرز که هیچ وارثی نداشت، شرکت درام راجرز را به هنری گروسمن فروخت. گروسمن شرکت را به کاوینگتون، اوهایو منتقل کرد و تحت رهبری او، راجرز در یک دهه و نیم آینده به خط مقدم درام سازی آمریکا رفت. مهندس طراح جو تامپسون و مدیر بازاریابی بن استراوس در موفقیت راجرز در دوران طلایی آن از اواسط دهه 1950 تا اواخر دهه 1960 نقش مهمی داشتند. درام های این شرکت توسط نوازندگان از جنبش Dixieland گرفته تا راکرهای کلاسیک دهه 1960 و 1970 مورد استقبال قرار گرفت. با این حال، سازنده بیشترین ارتباط را با "بیگ باند" و نوسان درامرهای دهه 1940 و 1950 داشت.
درام تله "Dyna-Sonic" راجرز دارای تعدادی نوآوری بود، مانند یک گهواره منحصر به فرد که در آن سیم های دام پشتیبانی می شدند.[1][2] این دستگاه وسیله ای را فراهم می کند که به وسیله آن می توان کشش طولی سیم های تله را مستقل از نیروی عمودی نگهدارنده دام ها در برابر سر پایین تنظیم کرد. در نتیجه، تله‌ها را می‌توان به همان میزانی که درامر می‌خواست، بدون نیاز به کشیدن تله‌ها روی سر آن‌قدر محکم که ارتعاش سر را محدود می‌کرد (خفه می‌کرد) کشش داد. این و سایر نوآوری‌ها (به عنوان مثال، تخت بسیار کم عمق 4/1000 اینچ) که توسط چیدمان کششی جدید امکان‌پذیر شد، صدایی نسبتاً واضح و قابل تشخیص را به درام داد. Dyna-Sonics از حدود سال 1961 تا اواسط سال ساخته شد. این شرکت در سال 1966 توسط CBS Musical Instruments خریداری شد تعداد کمی از درام های چوبی Dyna-Sonics در طول عمر درام ساخته شد که می تواند هزاران دلار در بازار درام های قدیمی به فروش برسد. و درام های باس برای مدتی به نام Accu-Sonic ساخته می شدند.
راجرز علاوه بر تله‌بار Dyna-Sonic، به خاطر سخت‌افزار بسیار نوآورانه‌اش شهرت داشت. بسیاری از آن توسط تامپسون توسعه یافته است، از جمله خط Swiv-o-Matic از پدال های درام باس، کلاه های سلام، پایه های سنج، و نگهدارنده های تام تام. پایه های سنج و نگهدارنده های تام تام دارای مکانیزم کج شدن توپ و سوکت بودند. حتی درامرهای لودویگ مانند رینگو استار از بیتلز، [5] میچ میچل از تجربه جیمی هندریکس، و جان بونهام از لد زپلین از برخی موارد سخت افزاری Swiv-o-Matic در کیت های خود استفاده کردند. کیت مون از سخت افزار Swiv-o-Matic در کیت Premier خود استفاده کرد.
نیل پیرت از RUSH یک دام Rogers Dynasonic 5"x14" در Fly by Night، Caress of Steel، 2112 و All The World's A Stage را بازی کرد. او همچنین از سخت‌افزار راجرز استفاده کرد، به‌ویژه، یک نگهدارنده تام Swiv-o-Matic در کیت‌های درام بزرگ Slingerland و Tama خود در اواسط دهه 1980 به منظور قرار دادن یک تام تام مستقیماً بر روی مرکز یکی از درام‌های باس خود استفاده کرد.
از سال 1964 تا 1975، پوسته های راجرز ساخت 5 لایه از لایه های متناوب چوب افرا و توس با حلقه های تقویت کننده بودند. از اواخر سال 1975 تا 1978 این پوسته ها از 5 لایه متناوب چوب افرا و توس با حلقه های تقویت کننده تشکیل شده بودند. از سال 1978، راجرز شروع به ارائه درام هایی با پوسته های 8 لایه بدون حلقه های تقویت کننده (ساخته شده توسط Keller Products, Inc. of Manchester, NH) برای خط XP-8 خود کرد. آنها شروعی برای پوسته‌های نسبتاً سنگین و ضخیم «استادیومی» بودند که بیشتر از تونالیته‌های میان رده، حمله و برجستگی را ترجیح می‌دادند. این درام‌ها به‌عنوان «بهترین درام‌های راجرز ساخته شده» معرفی شدند و مدل‌های XP-8 به این ادعا عمل کردند.
در سال 1976 سخت افزار Memriloc معرفی شد. این نوآوری توسط Dave Donoho و Roy Burns توسعه داده شد. این اولین سیستم سخت افزاری فوق پایدار بود و متعاقباً توسط اکثر سازندگان بزرگ درام به یک شکل کپی شد. بیشتر سخت افزار مدرن درام از مفهوم Rogers Memrilock تکامل یافته است. برای بازار رو به رشد اروپا، درام های راجرز در انگلستان توسط آژاکس تحت لیسانس Rogers USA ساخته شد. سخت‌افزار راجرز بود، اما پوسته‌های درام توسط آژاکس از تولید بریتانیا تامین می‌شد. دیو کلارک از دیو کلارک پنج و پیت یورک از گروه اسپنسر دیویس درامرهای برجسته بریتانیایی بودند که از تجهیزات راجرز در آن دوران استفاده می کردند. همراه با Mick Avory از Kinks (قبل از تغییر به Ludwig) و John Steel از The Animals (پس از تغییر از Premier).

## هنرمندان
در فهرست زیر، نوازندگان، در تمام یا بخشی از مدت فعالیت خود از راجرز درامز استفاده کرده‌اند:
- بادی ریچ
- میک فلیتوود
- هال بلین
- اسپنسر درایدن
- کریس فرانتس
- دنیس ویلسون